# L'Emprise des sens
Pour plus de détails, voir Fiche technique et Distribution.
L'Emprise des sens (Anna, quel particolare piacere) est un poliziottesco italien réalisé par Giuliano Carnimeo et sorti en 1973.

## Synopsis
La jeune et belle Anna se lie avec Guido, un trafiquant de drogue qui évolue dans les milieux interlopes du Milan des années 1970. Enceinte, elle refuse d'avorter et donne naissance à Paolo, un enfant malade qui a besoin de soins constants. Au cours d'une des nombreuses détentions de Guido, Anna rencontre Lorenzo, un chirurgien milanais de renommée mondiale : il sauve la vie de Paolo par une opération délicate. Lorsque Guido est libéré de prison, il tente d'entraver par tous les moyens la relation amoureuse entre Lorenzo et Anna. Anna, exaspérée par les embuscades continuelles de Guido, réagit en tirant sur l'homme qui, cependant, parvient à la blesser avant de mourir. Anna perd la vie après une opération d'urgence et Lorenzo adopte Paolo selon les souhaits d'Anna.

## Fiche technique
- Titre français : L'Emprise des sens ou Sous l'emprise des sens ou J'aime un homme[1]
- Titre original italien : Anna, quel particolare piacere[2],[3]
- Réalisateur : Giuliano Carnimeo
- Scénario : Sauro Scavolini, Francesco Milizia, Ernesto Gastaldi
- Photographie : Marcello Masciocchi
- Montage : Eugenio Alabiso
- Musique : Luciano Michelini
- Effets spéciaux : Cataldo Galliano
- Décors : Oscar Capponi
- Costumes : Oscar Capponi
- Maquillage : Mario Van Riel
- Production : Luciano Martino, Carlo Ponti
- Sociétés de production : Dania Film, CC Champion
- Pays de production :  Italie
- Langue originale : italien
- Format : Couleur - 2,35:1 - Son mono - 35 mm
- Durée : 94 minutes
- Genre : Poliziottesco
- Dates de sortie :
  - Italie : 27 novembre 1973
  - France : 6 mai 1977[1]

## Distribution
- Edwige Fenech : Anna Lovisi
- Corrado Pani : Guido Salvi
- Richard Conte : Riccardo Sogliani
- John Richardson : Lorenzo Viotto
- Ettore Manni : Zuco
- Laura Bonaparte : Loredana
- Paolo Lena : Paolo
- Ennio Balbo : Frossi
- Gabriella Giacobbe : la religieuse du jardin d'enfants
- Corrado Gaipa : le médecin du mala
- Bruno Corazzari : L'Albinos
- Nino Casale : le complice de Sogliani
- Umberto Raho : l'avocat de Sogliani
- Shirley Corrigan : Lisa.
- Carla Calò : la mère d'Anna
- Aldo Barberito : le père d'Anna
- Wilma Casagrande : Susy
- Tommaso Felleghi : le réceptionniste
- John Bartha : Gerli
- Carla Mancini
- Bruno Boschetti
- Vittorio Pinelli : l'agent d'Interpol
- Iride De Santis